# スキーヘルメット

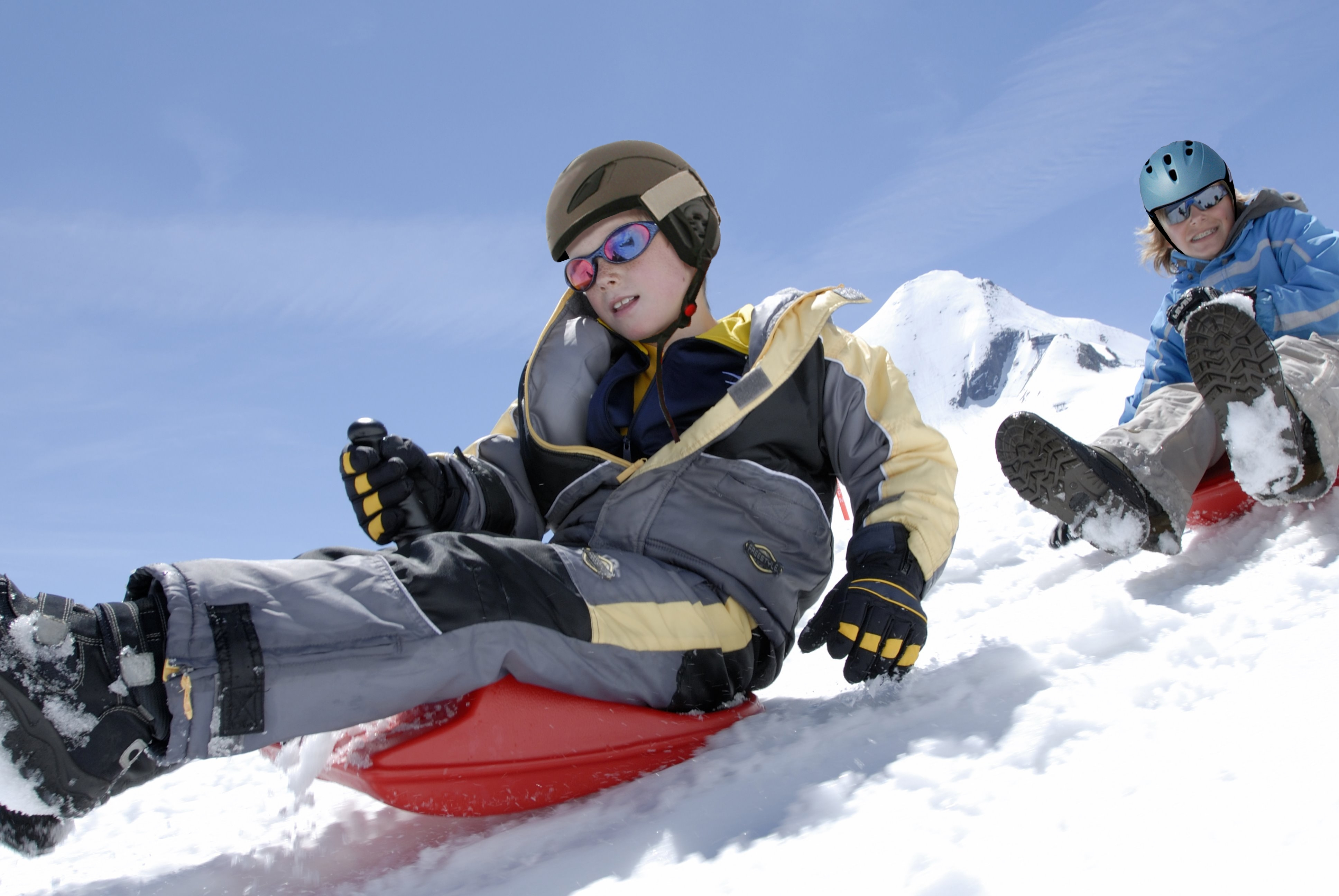
ヘルメットを着用した子どもたち。多くのスキー場でヘルメットの着用が推奨されている。

スキーヘルメットは、頭部保護を目的としてウィンタースポーツ用に設計、製造されたヘルメットである。2000年頃まで使用はまれだったが、2010年頃までに欧米のスキーヤー、スノーボーダーの大多数がヘルメットを着用するようになっている。
ヘルメットには大きく分けて一般向けのフリースタイルモデルと競技用のレーシングモデルがあり、通常、内側にパッドが付いた硬質プラスチックのシェルで構成されている。最新のスキーヘルメットには、通気孔、イヤーマフ、ヘッドホン、ゴーグルマウント、カメラマウントなど多くの機能が追加されているものもある。アルペンスキーの回転では可倒式ポールとのコンタクトが強く、時に腕やストックで払いきれなかった可倒式ポールが顔面に当たる事もあり、顔面保護の目的でチンガードが付くヘルメットもある。

## 頭部の保護

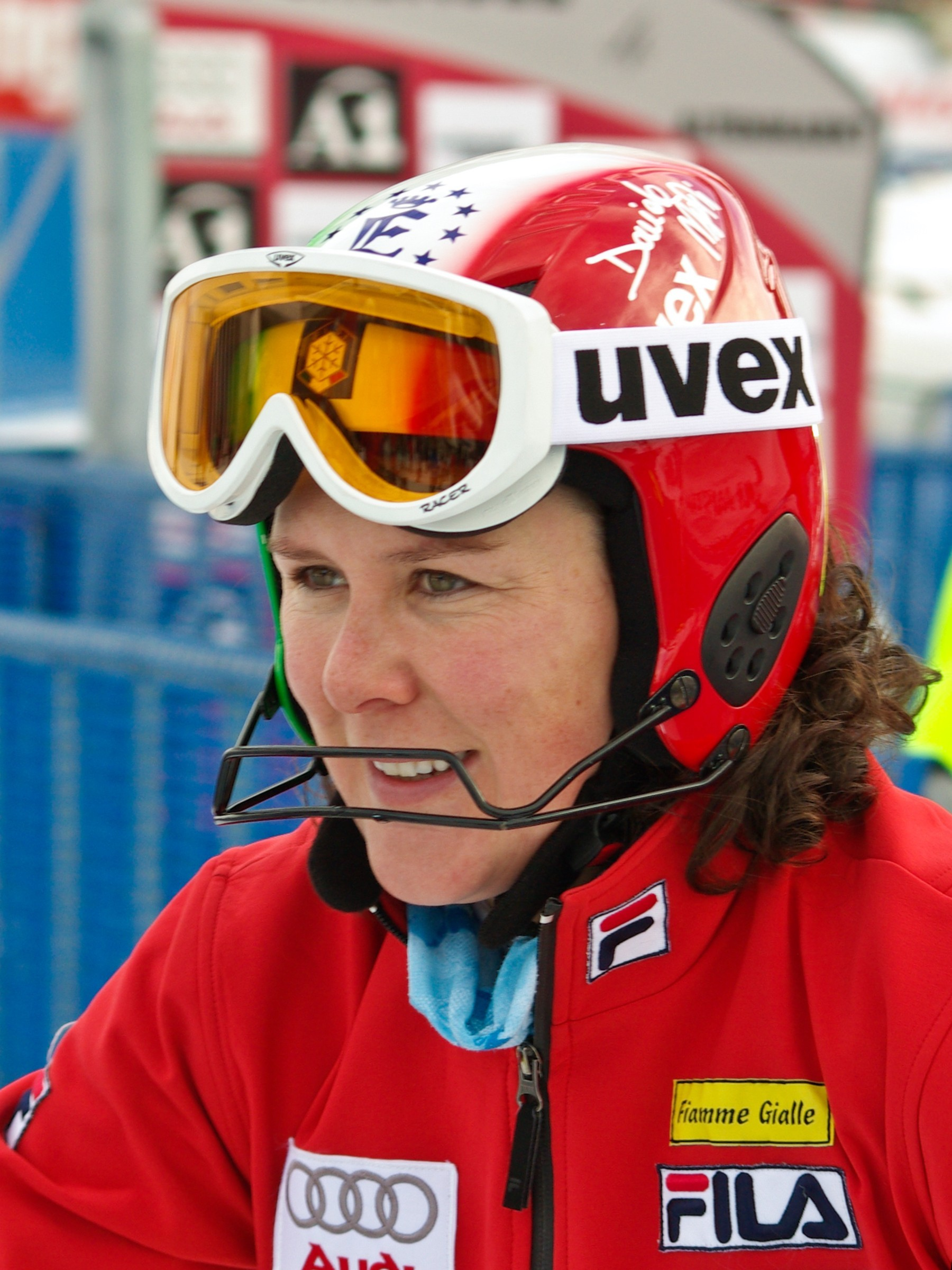
チンガードのあるヘルメットを着用したアルペン回転のスキーヤー

スキー場では、転倒による急性硬膜下血腫、衝突による脳挫傷や外傷性ショックが発生することがある。頭部外傷の予防から帽子をかぶる事が望ましく、なるべくならヘルメットを着用する事が特に望まれている。
スキーヤーまたはスノーボーダーの1000人・日あたりの負傷に関して、スイスでは約3.5件、ノルウェーで1.5件、米国バーモント州は1.9件、およびカナダでは2.5件と報告されている。米国では、死亡率は来訪100万回あたり約1件、その半分以上が頭部外傷に関連している。頭部外傷の割合は、スキーによる負傷で15％、スノーボードによる負傷で16％と推定されている。頭部外傷の74％はスキーヤーが雪に頭をぶつけたときに、10％は他のスキーヤーとの衝突時に、13％は対物での衝突時に発生している。
ヘルメット着用者はサイズがフィットする物でゴーグルと相性が良いものを選ぶのが良く、着用前の点検は欠かせない。スキー用に限らず全てのヘルメットに言える事だが、一度でも衝撃を受けたヘルメットは衝撃吸収力が損なわれている事から着用しない方が良い。また、安全上分解・切削・加工等の改造を行ってはならない。

## 着用率と義務化
2012/13年のスキーシーズンでは、すべてのスキーヤーとスノーボーダーのうち70％がヘルメットを着用し、前シーズンから5ポイント増加した。イタリアなど欧米のいくつかの国や地域では、スキー場での子どものヘルメット着用を義務づけている。一般的に海外からのスキーヤーに比べ、日本のスキーヤーのヘルメット着用率は低く、欧米における一般スキーヤー着用率が80％と言われているのに対し、日本におけるスキーヤーの事故発生受傷時のヘルメット着用率は37％となっており、全日本スキー連盟（SAJ）では一般のスキーヤーに対してヘルメットの着用を勧めている。
アルペン競技においては安全面から、国際スキー連盟（FIS）では全ての競技においてヘルメットが義務化されている。またSAJではスキー用具に係る国内運用規定によって滑降・スーパー大回転・大回転においてはヘルメットが義務化されていて、回転においては推奨としている。高速系競技となる滑降・スーパー大回転では時に時速100kmにも達する速度で滑走するため、転倒時などに頭を守るためと、髪の空気抵抗を抑える役割があり、その点から義務化以前より着用が勧められていた。
SAJなどによるヘルメット推奨から、これまでも全日本スキー技術選手権大会（以下、技術選）等の基礎スキーの選手は安全方針を認識していてヘルメット着用率は高いが、技術選や全日本ジュニアスキー技術選手権（以下、ジュニア技術選）においては現在の規則にヘルメットの着用義務が明記されていて、ヘルメットは必ず着用する事になっている。なお、それ以外の基礎スキー大会でも、参加者の安全方針認知や、安全面から運営側で技術選やジュニア技術選に準じた規則とする場合などもあって、選手のヘルメット着用率は高い。

## 規格
製品認証基準として、1996年発行のCE規格EN1077や、ASTM F2040、スネル(英語版)RS-98などがある。CE EN1077では約 20 km/hの衝突速度での有効性が試験されるが、それは平均的なスキーヤーとスノーボーダーの最高速度をはるかに下回っている。そのような速度における対物での衝突は、ヘルメットの着用に関係なく致命的となるおそれがある。
アルペン競技用のヘルメット規格はFISの規定により、全ての競技において2018年度まではCE EN1077のみ認められていたが、2019年度からは規則改定によりFISステッカーRH2013のみ認められている。なお、SAJは滑降・スーパー大回転・大回転についてはFISに準じて同規格と定めているが、回転については推奨であるためにCE EN1077およびASTM F2040の規格品も使用できる。そのため、この場合において他競技にはないヘルメット耳部分のソフトパッド使用が認められている。

## 効果
事例対照研究において、ヘルメットを着用したスキーヤーとスノーボーダーは、ヘルメットを着用していないスキーヤーやスノーボーダーよりも頭部外傷を負う可能性が大幅に低いことが示された。しかし、スノースポーツでの負傷者救助サービスに関するスイスの統計では、ヘルメットの着用率が2002/03年の16％から2009/10年には76％に増加している一方で、頭部外傷の割合は強く一定であることが示されている。ヘルメットの着用が頭部外傷の発生率を減らすことは示されていても、死亡者数に変化はなかったという主張もある。
安全性の向上によりリスクが低下したと感じるとその分だけ人間の行動は軽率になるという関係をリスク補償(英語版)というが、ヘルメットの着用がリスク補償をもたらすかどうかについても、研究が相反する結果を示しているため不明である。ある研究によると、ヘルメットをかぶったスキーヤーはより速く滑走する傾向があり、ヘルメットをかぶることはより危険な行動の自己報告と関連していることがわかった。他の研究では、ヘルメットの着用はより危険な行動の自己報告とは関連がないとされ、他の怪我のリスクを増加させないことがわかっている。